# Johannes Rosumek
Franz Johannes "Johann" Rosumek (* 15. Mai 1883 in Zalenze, Oberschlesien, Preußen; † 29. November 1938 in Königshütte, Oberschlesien) war ein der deutschen Minderheit angehörender Politiker in der Zweiten Polnischen Republik.

## Leben
Rosumek war Direktor der A.-G. Occident in Kattowitz. Von 1922 bis 1935 war er Abgeordneter im polnischen Sejm in Warschau. Er führte die Deutsche Partei (DP) als Vorsitzender von 1922 bis 1938. Sein Nachfolger als Parteivorsitzender wurde Paul Eschenbach.
Rosumek war Ingenieur und diente als Soldat im Ersten Weltkrieg.	